# Рауль (остров)
Рауль или Санди (фр. Raoul, англ. Sunday) — остров в островной дуге Кермадек в южной части Тихого океана.

## География

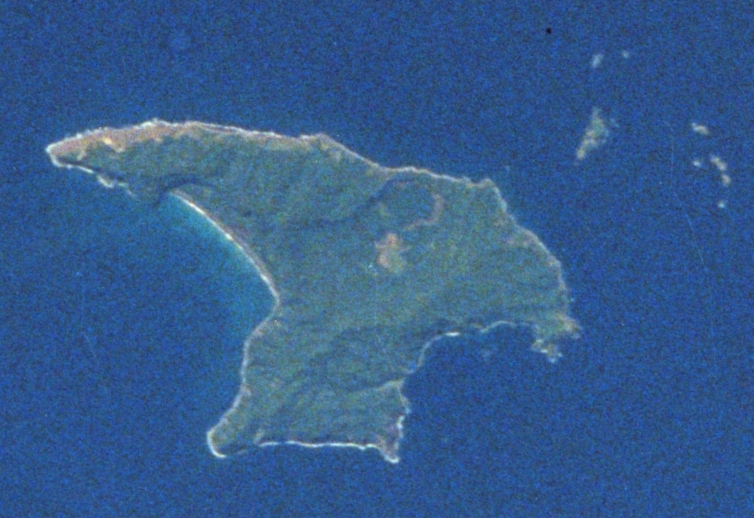
Вид острова Рауль из космоса.

Площадь — 29,38 км² (площадь всего архипелага Кермадек — около 33 км²). Находится в северной части островной дуги. Высочайшая точка — гора Мумукаи (516 м), также является и высшей точкой всего архипелага.
Геологически является стратовулканом.

## Население
Население острова составляют несколько человек персонала научной станции. В 1901 году на всех островах Кермадек проживало 8 человек. С 1934 года архипелаг является резерватом.